# Wiesław Myśliwski
Œuvres principales
Pierre sur pierre
Compléments
Union des écrivains polonais
Wiesław Myśliwski, né le 25 mars 1932 à Dwikozy (district de Sandomierz), est un écrivain polonais. Auteur de Widnokrąg (L'Horizon) et Traktat o łuskaniu fasoli (L'Art d'écosser les haricots), il a obtenu le Prix Nike (le plus grand prix littéraire polonais) à deux reprises : en 1997 et en 2007.

## Les œuvres
- 1967 : Nagi sad (Le Verger nu)
- 1970 : Pałac (Le Palais)
- 1984 : Kamień na kamieniu (Pierre sur pierre)
- 1996 : Widnokrąg  (L'Horizon)

- publié en français sous le titre L’Horizon dans la traduction de Margot Carlier (d), Arles, Actes Sud, 2021, 560 p.  (ISBN 978-2-330-15680-0)
- 2000 : Requiem dla gospodyni (Requiem pour l'hôtesse)
- 2006 : Traktat o łuskaniu fasoli

- publié en français sous le titre L’Art d'écosser les haricots dans la traduction de Margot Carlier, Arles, Actes Sud, 2010, 382 p.  (ISBN 978-2-7427-9446-1)
- 2013 : Ostatnie rozdanie

- publié en français sous le titre La Dernière Partie dans la traduction de Margot Carlier, Arles, Actes Sud, 2016, 512 p.  (ISBN 978-2-330-06901-8)
- 2018 : Ucho Igielne (Le Chas de l'aiguille)